# Reed Alexander
Reed Alexander (ur. 23 grudnia 1993 we Florydzie) – amerykański aktor młodego pokolenia.
Występował w roli Nevela Pappermana w serialu młodzieżowym Nickelodeon iCarly. Wystąpił także w innych filmach jak: Ace Ventura Junior, Śmierć w rodzinie oraz w serialach Will & Grace i Co gryzie Jimmy’ego? i wielu innych.

## Filmografia
- 2021 iCarly (2021) jako Nevel Papperman
- 2014: Sam i Cat jako Nevel Papperman
- 2011: Z kopyta jako Truman
- 2009: Ace Ventura Junior jako Quenton Pennington Jr
- 2007–2012: iCarly jako Nevel Papperman
- 2007: Co gryzie Jimmy’ego? jako Chester Kingsley Weatherhead
- 2007: Magnus, Inc. jako Percival
- 2007: Młody geniusz jako utalentowany dzieciak #1
- 2006: Drake i Josh jako Robbie
- 2005–2006: Will & Grace jako Jordan Truman
- 2005: Pool Guys
- 2005: East of Normal, West of Weird jako Conrad
- 2002: Śmierć w rodzinie jako uczeń